# Räddningstjänst

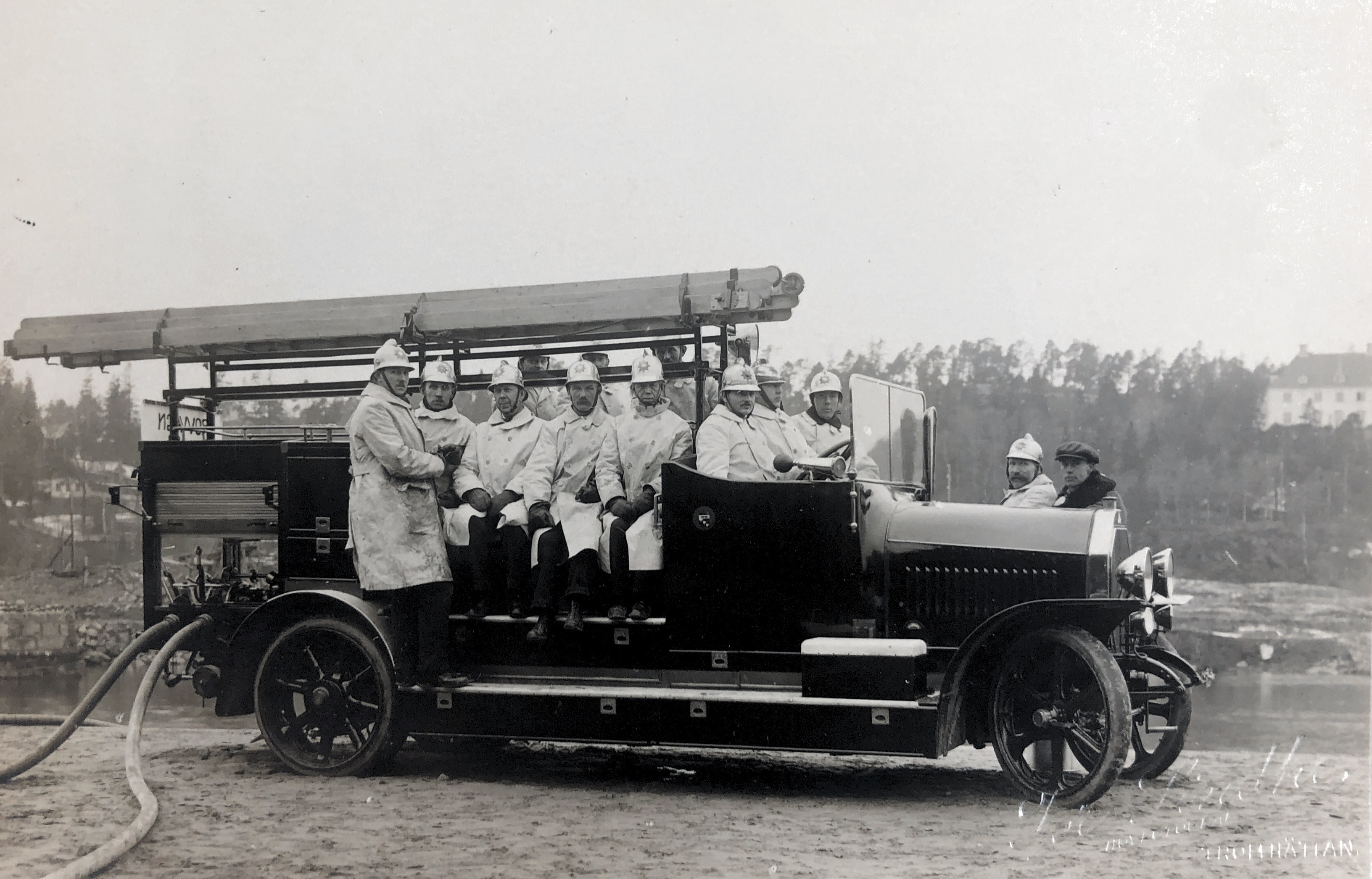
Brandbil från Trollhättans brandkår, 1934. Foto: Werner Linhde.

Räddningstjänst är en organisatorisk arbetsform för att hindra och begränsa skador på människor, egendom eller miljö.

## Räddningstjänst i olika länder
- Räddningstjänsten i Sverige
- Räddningsverk i Finland
- Räddningstjänsten i Frankrike
- Hemmafrontskommandot (Israel)